# Cadillac Urban Luxury Concept
O Cadillac Urban Luxury Concept é um minicarro conceitual apresentado pela GM na edição de 2010 do Salão de Los Angeles.